# Delfín obecný
Delfín obecný (Delphinus delphis), někdy též plískavice obecná, je druh kytovce z čeledi delfínovití.

## Vzhled
Délka jeho těla činí 1,5–2,6 m, hmotnost 80–140 kg, výjimečně i více. Je tedy menší než delfín skákavý. Jeho tělo je štíhlé, základní zbarvení hnědé až černé, na břiše bělavé, na bocích světlé skvrny a pruhy. Hlava je zaoblená, zobák poměrně úzký a dlouhý. Má 46 až 55 drobných zubů v každé polovině horní čelisti a 40 až 50 v každé polovině dolní čelisti. Hřbetní ploutev je ostrá, srpovitě zahnutá, prsní ploutve zakřivené.

## Rozšíření
Delfín obecný je rozšířen téměř ve všech mořích od tropického po mírné pásmo. Žije zejména v pobřežních vodách, kde je dostatek potravy. Je nejpočetnějším druhem delfína. Velikost populace je neznámá, odhaduje se na několik miliónů jedinců.

## Způsob života
Delfín obecný je velmi aktivní a společenský, žije ve společenství o deseti až několika tisících jedincích. Upřednostňuje hluboké vody v pobřežních oblastech, často se za účelem lovu kořisti sdružuje mnoho skupin dohromady a jindy spolu různé skupiny soupeří. Ke spánku využívá jen polovinu mozku, druhou hemisférou je bdělý, přičemž obě poloviny může střídat. Plave maximální rychlostí přinejmenším 40 km/h (a možná až 60 km/h) s maximální hloubkou ponoru 300 metrů. Má silnou ocasní ploutev, ta mu umožňuje dlouhé skoky nad hladinu i poskakování ve vzpřímeném postoji za pomoci rychlých úderů o hladinu. Profil kůže mu ale k plavání nepomáhá. Pod vodou je schopen zůstat až 10 minut na jedno nadechnutí, ale většinou se vynořuje častěji. Komunikuje pomocí echolokace na frekvencích 1000 Hz–150 kHz. Březost trvá 10–11,5 měsíce, období rozmnožování je jaro a podzim, v tropickém pásmu celoročně. Samice rodí jedno mládě. Mláďata se rodí ocasem napřed a dosahují délky 0.8–1 m a hmotnosti přibližně 10 kg. Delfíni se dožívají až 30 let.

## Potrava
Jeho nejčastější potrava jsou sledi a makrely, doplňují je hlavonožci. Loví společně, ve skupině shánějí ryby k sobě a nahánějí je k hladině.

## Historie a mytologie
Delfín obecný byl znám již v době antiky mezi Řeky a Římany a hrál důležitou roli v jejich mytologii. Rovněž vystupuje v příbězích, předávaných z generace na generaci, ve kterých vozili malé děti na hřbetě jako koně a zachraňovali tonoucí. První, kdo jej pojmenoval „delfín“ a poznal, že se jedná o savce, byl Aristoteles. Carl Linné jej v roce 1758 pojmenoval Delphinus delphus. O výjimečnosti vztahu kytovců s člověkem mluví nástěnné malby (Grotta del Genovese), freska delfína ze 17. století př. n. l. nalezená v lokalitě Knossos na Krétě v Řecku nebo nalezené mumifikované tělo delfína v Norsku v Askollen, Vestfold. Zobrazení delfína se našlo také na starověkých mincích.

## Inteligence
Jako většina kytovců i delfín obecný má velký a těžký mozek s výrazným neokortexem, šedá kůra mozková je tu hojnější než u většiny savců (s výjimkou opic), ale méně hojná než u člověka. Schopnost učení, opakování a porozumění pojmům je u delfínů prokázaná. Tuto duševní činnost lze vypozorovat ve volné přírodě zejména při lovení ve skupině, při námluvách a hře. Např. jsou také schopni rozvazovat uzly na rybářských sítích, útočit na smluvený signál písknutí, nahánět ryby ve formacích apod. U delfínů držených v zajetí byla prokázána schopnost používat sled pojmů např. „sahat – míč – ocas – hledat – talíř“.

## Vliv člověka
Delfín obecný se velmi často dostane do průmyslově používaných sítí pro lov ryb, ještě v roce 1988 bylo takto chyceno až 100 tisíc jedinců. Díky zlepšenému způsobu rybolovu a přísnějším nařízením byl tento počet od té doby značně snížen. Země s velrybářskou tradicí dodnes loví i delfína obecného, zejména Japonsko a Norsko, na základě rozhodnutí Mezinárodní velrybářské komise, tzv. klauzule o „výjimce pro domorodce“. Další negativní vliv je kontaminace mořských vod zejména v pobřežních oblastech. Zejména jedinci žijící ve Středozemním moři jsou vysoce kontaminovaní rtutí, freony a těžkými kovy. Úmrtnost delfínů koreluje se znečištěním, jako jsou polychlorované bifenyly. K chovu v zajetí se delfín obecný  příliš nehodí, většinou odmítá spolupracovat a takoví jedinci zpravidla do roka uhynuli. Často také páchali sebevraždy naražením do stěny nádrže.